# Gostija v Levijevi hiši
Gostija v Levijevi hiši (Convito in casa di Levi) je oljna slika italijanskega slikarja Paola Veroneseja, narejena leta 1573 (20. aprila 1573). Je ena največjih slik na platnu svojega časa.

## Opis
Slika meri 5,6 metra v višino in 13,09 metra v širino in je zato nekoliko večja od Veronesejeve slike Poroka v Kani iz 1562–63 (6,70 × 9,90 m, Louvre, Pariz).  Kot v drugih upodobitvah umetnika so tudi na Gostiji svetopisemski dogodki postavljeni v njegovo lastno prisotnost v drugo polovico 16. stoletja. Skoraj vse osebe (razen Jezusa in nekaterih njegovih učencev) nosijo praznične obleke iz časa nastanka. Veličastno arhitekturno ozadje renesanse spominja na scensko zasnovo. Sama gostija poteka v loži, ki se odpira spredaj in nazaj s tremi okroglimi loki, ki jih podpirajo korintski stebri; nad oboki so pozlačene in krilate reliefne skulpture (angeli?). Triločna postavitev slike spominja na triptih. Spredaj, proti gledalcu, je niz stopnic z dvema ramama na levi in desni, po katerih nekateri hodijo gor ali dol.
V srednjem loku na sredini slike sedi Jezus v roza in modri barvi, iz katerega glave izžareva rahlo svetleč svetniški sij. Modro in oblačno večerno nebo se odpira nad njim.  Jezus se nežno nagne v desno k svojemu najljubšemu učencu Janezu (rdeče barve), ki je videti zelo mlad in zdi se, da ga nekaj sprašuje. Levo od Jezusa, beli bradati Peter uporablja skledo. Na desnem robu srednjega loka, diagonalno nasproti Jezusa, na drugi strani mize, sedi črnolasi, bradati moški v senci, in se obrača s pogledom k Mavru; ta figura je verjetno Juda Iškarijot. Nasproti na levi strani, na levem robu srednjega loka, se vidi aroganten in nesimpatičen starejši moški v dolgem rdečem plašču s hermelinom in rdečim pokrivalom, ki gleda Juda; ta človek verjetno predstavlja (ali je) židovskega visokega duhovnika.
Poleg Jezusa in njegovih učencev, ki so ob mizi, so na sliki številne druge figure, zlasti služabniki, med katerimi je tudi nekaj Mavrov. V majhnem prizorišču v ospredju eden od teh Mavrov (v roza barvi) poskuša prijeti modro papigo, ki jo drži grozljiv dvorni norček v oranžnem kostumu. Elegantni bradati gospod v zeleni barvi za njim, nekateri avtorji verjamejo da je avtoportret Veroneseja - vendar ta domneva ni zanesljiva. Na stopnicah desno sta dva plačanca ali stražarja, od katerih eden pije iz kozarca vino. Več služabnikov na skrajni levi strani s turbani označujejo kot orientalce. Edine ženske figure so deklica (ali palček?) spredaj desno in nekaj gledalcev v palači v ozadju na levi. Vse te figure so prikazane v gibanju in z veliko naravnostjo in resnično kakovostjo, medsebojno komunicirajo in so morale v času, ko so bile ustvarjene, videti še bolj resnične kot danes. Trik z iluzionistično naslikanimi stopnicami v ospredju daje gledalcu vtis, da bi lahko sam šel gor v sliko.
Če upoštevamo, da je bila prvotno predstavljena Zadnja večerja, v primerjavi z drugimi predstavitvami Gospodove večerje, npr. znamenita Zadnja večerja Leonarda ali več dramatičnih slik Veronesejevega sodobnika Tintoretta, praznični in aristokratski sijaj te slike pritegne oči, pa tudi dejstvo, da so učenci nekoliko utonili v množici upodobljenih ljudi.

## Zgodovina
Podobo Zadnje večerje za refektorij samostana Santi Giovanni e Paolo v Benetkah so Tizianu naročili za nadomestitev Zadnje večerje, ki je bila leta 1571 uničena v požaru.
Pogosta napačna domneva je, da je inkvizicija obtožila Paola Veroneseja zaradi slike, znane kot Gostija v Levijevi hiši. Cerkveno versko pristojnost pogosto zamenjujejo za Beneško državno inkvizicijo.
Približno tri mesece po obešenju Zadnje večerje (20. aprila 1573) v dominikanskem refektoriju samostana santi Giovanni e Paolo, 18. julija 1573 so Veroneseja zasliševali trije Savi Sacro Tribunale v Cappella di San Teodoro bazilike svetega Marka. V Benetkah je bilo takšno zaslišanje predpogoj - po ustrezni odločitvi Doža – za začetek postopka cerkvene inkvizicije. Ročno napisan protokol zaslišanja je ohranjen.
Vprašanje se je nanašalo na nekatere figure na sliki, ki so verjetno povzročile zamere: na desni strani roba slike so jasno prepoznavni "bojevniki, oblečeni v nemški slog": »Ali ne veste, da v Nemčiji in drugih krajih, ki jih muči krivoverstvo, ljudje poskušajo s takšnimi grozovitimi slikami in podobnimi izumi nadlegovati, uničiti in zastrupiti vzrok katoliške cerkve?« (Protokol, citiran po prevodu v Delogu)
Tudi druge stvari, s katerimi je Veronese zapolnil obsežno območje slike, niso bile zadovoljne: »Ali se mu zdi, da je ob zadnjem obroku gospoda slikal norce, pijance, Nemce, škrate in podobna grozodejstva.«
Veronese: »Ne, gospodje ... to sem storil ob predpostavki, da ste zunaj kraja, kjer je večerja.«
Očitno so želeli od Veroneseja slišati imena, da bi lahko zoper njih ukrepali. Na to kaže naslednji odlomek v protokolu: »Vam je kdo naročil, naj na tej sliki predstavljate Nemce, norce in podobno?« Izpraševalec je moral vedeti, da je Veronese prejel provizijo od očeta Andrea Buona (na desnem delu slike kot središče tamkajšnje skupine oseb).
Vendar pa se je Veronese previdno izognil skušnjavi, da bi se izvlekel iz afere: »Ne, gospodje, vendar sem prosil, da sliko okrasim tako, kot sem želel, ker je velika in lahko vsebuje veliko figur, se mi je zdelo.«
Ni bilo niti obtožnice niti denarne kazni, ampak zahteva po spremembi naslova slike, ki je bila pozneje izbrisana iz zapisnika. Veronese je dejansko spremenil naslov slike, tako da je na levo in desno dodal skoraj neviden napis FECIT D. COVO. MAGNV. LEVI in LVCA CAP. V. Tako slike ni bilo mogoče več razumeti kot Zadnjo večerjo, ampak se je nanašala na pogostitev v Levijevi hiši, ki je omenjena v Lukovem evangeliju (Lk 5,27–32
Očitno je bila s tem zaslišanjem zadeva zaključena. Preiskovalnega postopka proti Veroneseju ni bilo.
»V resnici ni bilo nobenega tveganja za Paola samega: izredni postopek za sliko je inkvizitorjem in modrecem služil kot izgovor in dobra priložnost, da dominikance Santi Giovanni in Paolo opozorijo; nekaj časa so jih pazili, ker so trmasto zavrnili spoštovanje reformacijskih predpisov o spoštovanju, pa tudi zaradi številnih primerov očitnega odpadništva znotraj samostana. Očitno Gostija ni bila podvržena nobenemu končnemu nadzoru.«
Iz te 'afere' so izhajale ocene intelektualnega ozračja in položaja umetnikov v Benetkah v 16. stoletju, ki jih ta proces ne podpira. Duhovne preiskave se v Benetkah niso smele samostojno nadaljevati, temveč so bile vezane na soglasje Doža in treh svetnikov (Savi contro l'Ecclesia).
Potem ko je bil samostan po ukazu Napoleona leta 1807 zaprt, je bila slika prestavljena v Gallerie dell’Accademia di belle arti v Benetkah, kjer je bilo treba zaradi širine slike nad 13 metrov steno prostora razširiti na obe strani.
Predhodna risba te slike iz leta 1571 je v Staatliche Museen v Kasslu. Narejena je iz grafita in črnega pisala, meri 30,8 cm × 20,9 cm.
- Jezus z mlajšim Petrom (levo) in apostolom Janezom (desno), detajl

## Učinek
- Hans Magnus Enzensberger, nemški pesnik, pisatelj, urednik in prevajalec, posveti sliki in zvijači, s katero se je Veronese izmikal sodišču pesem, Potop Titanika.
- Monty Python je sliko uporabil kot predlogo za skico Zadnja večerja, v kateri se papež sooči z Michelangelom.